# Toshiyuki Kubooka
Toshiyuki Kubooka (窪岡俊之?; 19 dicembre 1963) è un animatore e regista giapponese.
Noto per il suo character design della serie di videogiochi Lunar, ha collaborato a vari anime tra cui Punta al Top! GunBuster, Giant Robot: Il giorno in cui la Terra si fermò e The Idolmaster. È autore dell'episodio Attraverso il dolore nel film d'animazione Batman - Il cavaliere di Gotham.

## Filmografia

### Lungometraggi
- Lupin III: La leggenda dell'oro di Babilonia (1985) - key animator
- Odin: Kōshi hansen Starlight (1985) - key animator
- Batman - Il cavaliere di Gotham (episodio Attraverso il dolore, 2008)
- Berserk: L'epoca d'oro - Capitolo I - L'uovo del re dominatore (2012) - regia
- Berserk: L'epoca d'oro - Capitolo II - La conquista di Doldrey (2012) - regia
- Berserk: L'epoca d'oro - Capitolo III - L'avvento (2013) - regia

### Serie televisive
- Punta al top! - GunBuster (1988) - animatore
- Nadia - Il mistero della pietra azzurra (episodio 12, 1990)
- Harukana receive (2018) - regia
- I viaggi della strega - The Journey of Elaina (2020) - regia[1]
- Shangri-La Frontier (2023) - regia
- Handyman Saitou in Another World (2023) - regia[2]

## Videogiochi
- Lunar: The Silver Star (character designer, animation director)
- Lunar: Eternal Blue (character designer, animation director)
- Lunar: Walking School (character designer)
- Lunar: Silver Star Story Complete (character designer, animation director)
- Albert Odyssey: Legend of Eldean (character designer)
- Magic School Lunar! (character designer, animation director)
- Lunar 2: Eternal Blue (character designer, animation director)
- Lunar Legend (character designer)
- Seishun Quiz: Colorful Highschool (character designer)
- The iDOLM@STER (character designer)
- Lunar: Genesis (character designer)
- Phantasy Star Zero (character designer)